# Свети Христофор (Сятища)
„Свети Христофор“ (на гръцки: Ιερός Ναός Αγίου Χριστοφόρου Σιάτιστας) е православна църква в град Сятища, Егейска Македония, Гърция, част от Сисанийската и Сятищка епархия на Вселенската патриаршия.
Църквата е разположена в западния край на южната махала Герания. Според Филипос Зигурис („Исторически бележки за Сятища и фолклора му“) църквата е изградена в 1709 г. при управлението на Зосим II заедно с църквите „Свети Илия“ и „Свети Мина“. Според отец Николаос А. Дардас обаче („Свети храмове параклиси в Сятища“) църквата е издигната в 1801 година. В същата книга се казва, че храмът е унищожен по време на окупацията през Втората световна война. След войната храмът е възстановен и украсен от сятищани.
Представлява трикорабна базилика с притвор и женска църква.